# حي الشهداء (عدن)
حي الشهداء هو أحد أحياء مديرية البريقة في محافظة عدن اليمنية. يبلغ تعداد سكانه 13005 نسمة حسب التعداد السكاني في اليمن لعام 2004.